# Steve Spagnuolo
Steve Julio Spagnuolo (Whitinsville, 21 dicembre 1959) è un allenatore di football americano statunitense, coordinatore della difesa dei Kansas City Chiefs.

## Carriera professionistica come allenatore
Nel 1999 iniziò la sua carriera nella NFL con i Philadelphia Eagles come assistente della difesa fino al 2000.
Nel 2001 ricoprì il ruolo come allenatore dei defensive back fino al 2003.
Nel 2004 ricoprì il ruolo di allenatore dei linebacker fino al 2006.
Nel 2007 passò ai New York Giants come coordinatore della difesa fino al 2008.
Nel 2009 firmò con i St. Louis Rams come capo allenatore chiudendo la stagione con una vittoria e 15 sconfitte. L'anno successivo totalizzò 7 vittorie e 9 sconfitte, mentre ne 2011 finì con 2 vittorie e 14 sconfitte. Il 2 gennaio 2012 venne esonerato.
Il 19 gennaio 2012 firmò con i New Orleans Saints per il ruolo di coordinatore della difesa.
Il 3 maggio firmò con i Baltimore Ravens come assistente senior della difesa.
Dal 2015 è l'allenatore della difesa dei New York Giants, prima con capo allenatore Tom Coughlin e, dal 2016, con Ben McAdoo. Il 4 dicembre 2017, dopo il licenziamento di quest'ultimo, è stato nominato capo-allenatore ad interim per le ultime quattro gare della stagione.
Nel 2019 venne assunto dai Kansas City Chiefs come coordinatore della difesa.

## Palmarès
- Super Bowl : 4

New York Giants: XLII (come coordinatore difensivo)
Kansas City Chiefs: LIV, LVII, LVIII (come coordinatore difensivo)

## Record come capo-allenatore
| Squadra | Anno   | Stagione regolare | Stagione regolare | Stagione regolare | Stagione regolare | Stagione regolare | Playoff | Playoff | Playoff   |
| Squadra | Anno   | Vinte             | Perse             | Pareggiate        | Posizione         | Risultato         | Vinte   | Perse   | Risultato |
| ------- | ------ | ----------------- | ----------------- | ----------------- | ----------------- | ----------------- | ------- | ------- | --------- |
| STL     | 2009   | 1                 | 15                | 0                 | 4° NFC West       | no playoff        | -       | -       | -         |
| STL     | 2010   | 7                 | 9                 | 0                 | 2° NFC West       | no playoff        | -       | -       | -         |
| STL     | 2011   | 2                 | 14                | 0                 | 4° NFC West       | no playoff        | -       | -       | -         |
| Totale  | Totale | 10                | 38                | 0                 | -                 | -                 | -       | -       | -         |